# NGC 1773
NGC 1773 (другое обозначение — ESO 85-EN25, N11E) — эмиссионная туманность в созвездии Золотой Рыбы, расположенная в Большом Магеллановом Облаке. Открыта Джоном Гершелем в 1837 году. Описание Дрейера: «довольно тусклый, довольно крупный объект неправильной округлой формы, рядом расположены 2 или 3 звезды». Эта туманность является частью области звездообразования N11, второй по яркости в Большом Магеллановом Облаке, после 30 Золотой Рыбы. Туманность содержит OB-ассоциацию LH14, и скопление Sk-66°43, которое вносит основной вклад в возбуждение и ионизацию её газа.
Этот объект входит в число перечисленных в оригинальной редакции «Нового общего каталога».